# 大溝勇
大溝 勇（おおみぞ いさむ、1889年（明治22年）7月4日 - 1928年（昭和3年）6月17日）は、日本の造園家。明治神宮内苑の造営にかかわり、関東大震災復興小公園の設計にも関与した。

## 来歴
静岡県君沢郡中郷村（現・三島市）に生まれる。1899年に中郷尋常小学校を卒業して上京し、富士見尋常高等小学校に入学した。1907年に旧制第一高等学校理農科に進学。1911年7月に卒業（卒業時点では「農科」）、同年9月に東京帝国大学農科大学林学科に入学した（入学宣誓式は10月14日に挙行）。大学では本多静六に学ぶ。
1914年7月に大学を卒業すると、翌年4月30日に内務大臣所管の明治神宮造営局（内苑造営工事専門の国による部局）林苑課に就職した。林苑課では、明治神宮内苑の植樹造営に従事した。この間、大学卒業から3か月後に結婚している。
1921年12月10日付で北海道庁技師に任じられる。単身赴任し、翌1922年2月に産業部農務課勤務となる。1923年1月に北海道庁拓殖部林業課へ異動した。
関東大震災後の1924年3月13日に北海道庁を依願免官し、東京市公園課技術掛長に転じる。俸給は課長の井下清と同額だった。井下は欧米の公園事情視察のため外遊し、その間は筆頭技師を務めて52か所の帝都復興小公園の設計・計画に従事した。しかし、在職中の1928年6月17日に、肺炎のため死去した（満38歳没）。葬儀は青山葬儀所で営まれた。

## 関連文献
- 中澤滋子・青木洋子『会えなかった祖父の面影「明治神宮の森」に生きる大溝勇』ナカザワ、2020年（非売品）